# Sonnenuntergang (Isaak Babel)
Sonnenuntergang (russisch Закат Sakat) ist ein Theaterstück in acht Szenen von Isaak Babel. Es wurde 1927 in Baku zum ersten Mal aufgeführt, der Erstdruck folgte 1928. Im Stück greift Babel Motive aus seinem Erzählungszyklus Geschichten aus Odessa (1923/1924) auf.

## Inhalt
Das Stück spielt im Moldawanka-Viertel von Odessa im Jahr 1913. Der jüdische Fuhrunternehmer Mendel Krik, 62 Jahre alt, beschließt, sein Unternehmen und seine Familie hinter sich zu lassen. Ohne Absprache mit seinen Söhnen und seiner Frau plant er den Verkauf des Geschäfts und darüber hinaus die Flucht mit seiner 20-jährigen Geliebten Marusja nach Bessarabien.
Als seine beiden Söhne Benja und Ljowka Wind davon bekommen und um ihr Erbe fürchten müssen, stellen sie den Vater. Zunächst kommt es zum Kampf zwischen dem jüngeren Sohn Ljowka und dem Vater, der dann aber durch das brutale Eingreifen Benjas entschieden wird, während „der Himmel vom Blut des Sonnenunterganges übergossen“ wird, wie es in der Regieanweisung heißt („Небо залито кровью заката“).
Der mafiöse Benja Krik übernimmt in der Folge den Familienvorsitz und arrangiert unter anderem, dass seine Schwester Dwojra – mit 30 Jahren schon „überreif“, wie es im Personenverzeichnis heißt – endlich eine Mitgift erhält, die ihr von ihrem Vater vorher immer verweigert worden war. Mit der Feier zu ihrer Verbindung mit Bobrinez endet das Stück. Der stark angeschlagene Vater Mendel wird dabei noch einmal vorgeführt, um den Machtwechsel in Familie und Unternehmen öffentlich zu demonstrieren.
Das Stück endet mit den Worten des Rabbis Ben Zacharja: „Alles hat seine Ordnung. Trinken wir einen Wodka!“

## Rezeption
In seiner Zeichnung „eines Genrebilds von Arbeit, Kampf und Liebe im vorrevolutionären Odessa des Jahres 1913“ hat Babels Sonnenuntergang die Kritik an Stücke von Maxim Gorki oder Gerhart Hauptmann erinnern lassen.

## Deutschsprachige Ausgaben
- Sonnenuntergang. Schauspiel in acht Szenen. In: Isaak Babel: Maria. Sonnenuntergang. Zwei Stücke. Aus dem Russischen übertragen von Heddy Pross-Weerth. München: Deutscher Taschenbuch Verlag 1967. S. 63–118 (ursprünglich in Sonnenuntergang. Geschichten und Dramen, Walter Verlag, Olten u. Freiburg i. Br. 1962)